# Marruecos en los Juegos Olímpicos de Seúl 1988
Marruecos estuvo representado en los Juegos Olímpicos de Seúl 1988 por un total de 27 deportistas, 24 hombres y 3 mujeres, que compitieron en 4 deportes.
El portador de la bandera en la ceremonia de apertura fue el atleta Fauzi Lahbi.

## Medallistas
El equipo olímpico marroquí obtuvo las siguientes medallas:
| Nombre         | Deporte   | Competición |
| -------------- | --------- | ----------- |
| Oro            |           |             |
| Brahim Butayeb | Atletismo | 10 000 m M  |
| Plata          |           |             |
| —              |           |             |
| Bronce         |           |             |
| Said Auita     | Atletismo | 800 m M     |
| Abdelhak Achik | Boxeo     | 57 kg M     |